# VitaParc
VitaParc (także: Vita Parc lub Vita Park) – osiedle mieszkaniowe w dzielnicy Ursynów w Warszawie.

## Położenie i charakterystyka
Osiedle mieszkaniowe wielorodzinne VitaParc znajduje się na warszawskim Ursynowie, na obszarze Miejskiego Systemu Informacji Natolin. Jest położone między ulicą Stryjeńskich a parkiem Moczydełko ze stawem Moczydło 3. Mieści się pod adresami przy ul. Stryjeńskich 13, 13A, 13B, 13C i 13D.
Wybudowane zostało w latach 2003–2005 na działce o powierzchni 11 820 m² według projektu pracowni JEMS Architekci w składzie Olgierd Jagiełło, Paweł Majkusiak, Maciej Miłobędzki, Marcin Sadowski i Jerzy Szczepanik-Dzikowski we współpracy z Grzegorzem Antymińskim, Piotrem Czarneckim, Urszulą Kos, Markiem Łańcuckim, Dariuszem Wasakiem, Hubertem Całą i Piotrem Lisowskim. Za konstrukcję odpowiadali Janusz Lenarczyk, Jolanta Kardalska-Lenarczyk i Adam Grabowski. Projekt powstał w latach 2002–2004. Inwestorem było przedsiębiorstwo Viterra Development Polska Sp. z o.o., a generalnym wykonawcą Z. Maricniak S.A. Wybudowane zostało w dwóch etapach.

## Architektura
VitaParc składa się z pięciu budynków o pięciu kondygnacjach nadziemnych i jednej podziemnej. Mieszczą one 235 mieszkań i tyle samo miejsc postojowych garażowych. Powierzchnia mieszkań, w większości dwupokojowych, to 14 180,37 m². Łączna powierzchnia użytkowa wynosi 23 443 m², przy powierzchni całkowitej 28 443 m² i kubaturze 86 153 m³. Osiedle wybudowano na trójkątnej działce, a jego plan przypomina kształtem wachlarz. Dwa boki, w tym jeden wzdłuż ul. Stryjeńskich tworzący pierzeję, zajmują podłużne budynki. W miejscu styku tworzą one ostry narożnik i prześwit będący główną bramą do osiedla przyozdobiony przeszkloną klatką schodową. Od strony południowej zlokalizowano trzy mniejsze budynki wolnostojące. Wewnątrz powstał dziedziniec z elementami zieleni oraz trzy mniejsze podwórka. Strop garażu podziemnego jest wyniesiony 1,5 m ponad poziom terenu. Cały zespół mieszkaniowy zaplanowano tak, aby możliwie dużo mieszkań miało widok na sąsiadujące w momencie wybudowania tereny zielone oraz Las Kabacki, co było jednym z głównych założeń projektu.
Architektura budynków jest charakterystyczna dla okresu, w którym powstały. Elewacje są białe. Zastosowano drewniane okna o wysokości całej kondygnacji i szklane barierki balkonowe. Same balkony mają drewniane podłogi. Jako element zdobniczy wykorzystano wieszane płyty ceramiczne. Cześć mieszkań ma ogródki.
Osiedle otrzymało nagrodę Srebrnego Żurawia 2004 w ramach dorocznego konkursu architektonicznego dotyczącego południowej części aglomeracji warszawskiej organizowanego przez tygodnik „Pasmo”.